# 내몽골 인민공화국
내몽골 인민공화국(중국어: 內蒙古人民共和國, 한자음: 내몽고인민공화국)은 제2차 세계대전 직후 내몽골에 있던 국가였다. 1945년 9월 9일부터 1945년 11월 6일까지 존속했다.

## 역사
중일 전쟁 시기에 일본 제국은 내몽골에 몽강연합자치정부라는 괴뢰 국가를 세웠다. 몽강연합자치정부는 1945년 8월에 일어난 소련군과 몽골군의 만주 전략공세작전으로 인하여 해체되었다. 1945년 9월 9일 지금의 쑤니터 우기에서 '인민대표대회'가 열렸다. 이날 회의에는 차하르, 시링올, 시지왕 등 지역 대표 80여명이 참석했다. 의회는 내몽골 인민 공화국을 선포했고, 27명의 위원으로 구성된 임시 정부가 선출되었으며, 이 중 11명은 상임위원회에 있었다.
중국공산당은 분리를 우려하며 정부에 주목했다. 중국공산당은 우란푸를 보내 사태를 수습하게 하였고, 그는 내몽골 정부에 해산 명령을 내렸다. 이 지역은 후에 내몽골 자치구로 조직되었다.

## 같이 보기
- 외몽골
- 몽골 인민공화국
- 내몽골 인민당